# Валти
Вижте пояснителната страница за други значения на Валти.
Валтѝ (на гръцки: Βαλτί, катаревуса Βαλτίον, Валтион) е курортно селище в Северна Гърция, разположено в югоизточния край на полуостров Ситония, на 5 km източно от Сикия и на 36 km южно от Вурвуру. Селото е част от дем Ситония на област Централна Македония и според преброяването от 2001 година има 151 жители. Селото има около 500 m плажна ивица.